# Aegean Airlines
A Aegean Airlines é uma companhia aérea grega privada, com sede em Atenas, Grécia. É actualmente a maior companhia aérea daquele país e opera a maioria dos seus voos a partir das suas bases (hubs) de Atenas e Salónica (Thessaloniki).

## História
A companhia foi criada em 1987 como empresa de aviação privada, tendo crescido significativamente desde então. Atualmente, ela é composta por uma frota que resulta da fusão entre mais duas companhias privadas, a Cronus Airlines e a Air Greece, tornando-se então na segunda maior companhia aérea da Grécia.  Desde 2005, a companhia tem um acordo comercial com a Lufthansa.  Actualmente é composta por uma frota de 24 aviões e oferece voos regulares dentro da Grécia e para a Europa. Para Portugal, a empresa tem um acordo de partilha de códigos com a Tap Portugal (em vigor desde Março de 2006), mas não existem voos directos regulares entre os dois países. 

Em Fevereiro de 2010, foi confirmada a fusão da Aegean Airlines com a sua maior concorrente grega, a Olympic Air. O acordo prevê a integração progressiva das frotas das duas empresas, o ajustamento de horários de voo em rotas, nas quais ambas as empresas concorrem directamente, bem como o fim da marca Aegean. A fusão está prevista para ocorrer ainda durante o ano de 2010.

## Frota

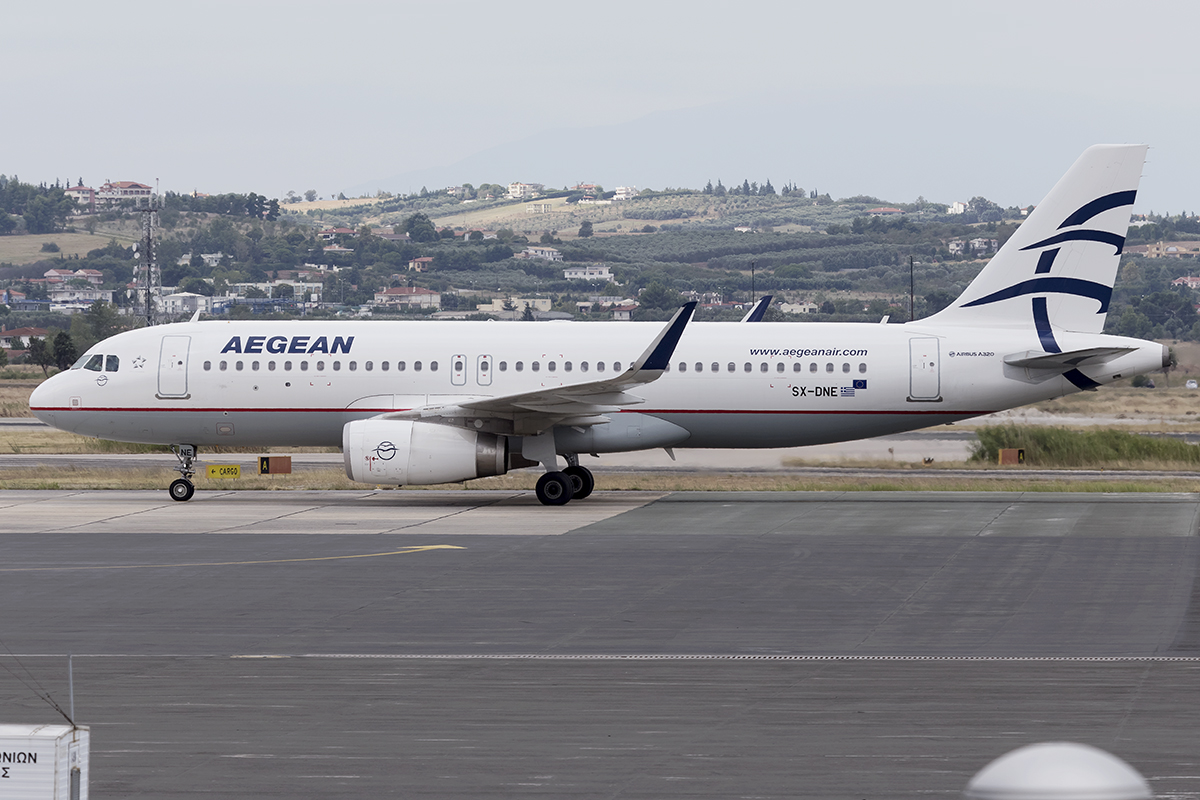
Airbus A320 da Aegean Airlines.

Em Março de 2025.
Airbus A320-200:28
Airbus A320neo:20
Airbus A321-200:4
Airbus A321neo:14